# Indice kilométrique d'abondance
L'indice kilométrique d'abondance (ou IKA) est une méthode permettant de mesurer une abondance relative d'espèces le long d'un trajet. Elle a été développée en 1958 par Ferry et Frochot et permet, dans un milieu homogène, d'obtenir une abondance par kilomètre pour chacune.

## Méthode
L'observateur parcourt une distance comprise entre 500 et 1 000 m, à une vitesse constante et note pour chaque espèce observée le nombre d'individus rencontrés et leurs positions sur le transect.

## Utilisation
Elle complète ou remplace d'autres approches dont 
- le suivi de population par capture-marquage-recapture ;
- le suivi d'individus par radio-tracking ;
- l'étude de l'aire vitale
- indice de Pression sur la Flore (I.P.F. de 1991 à 1997)
- indice de Consommation des ressources (I.C.), etc.